# Kolström

Kolström är det vedertagna namnet på den smala farled som går mellan Farstalandet och Ingarö i Värmdö kommun öster om Stockholm. Farleden passerar bland annat Ingarö kyrka och används främst av motorbåtar. Mindre segelbåtar med grund köl och kort mast kan passera för motor. Farleden korsas av Ingaröbron och har minimumdjup 1,6 meter enligt sjökortet.

## Bilder

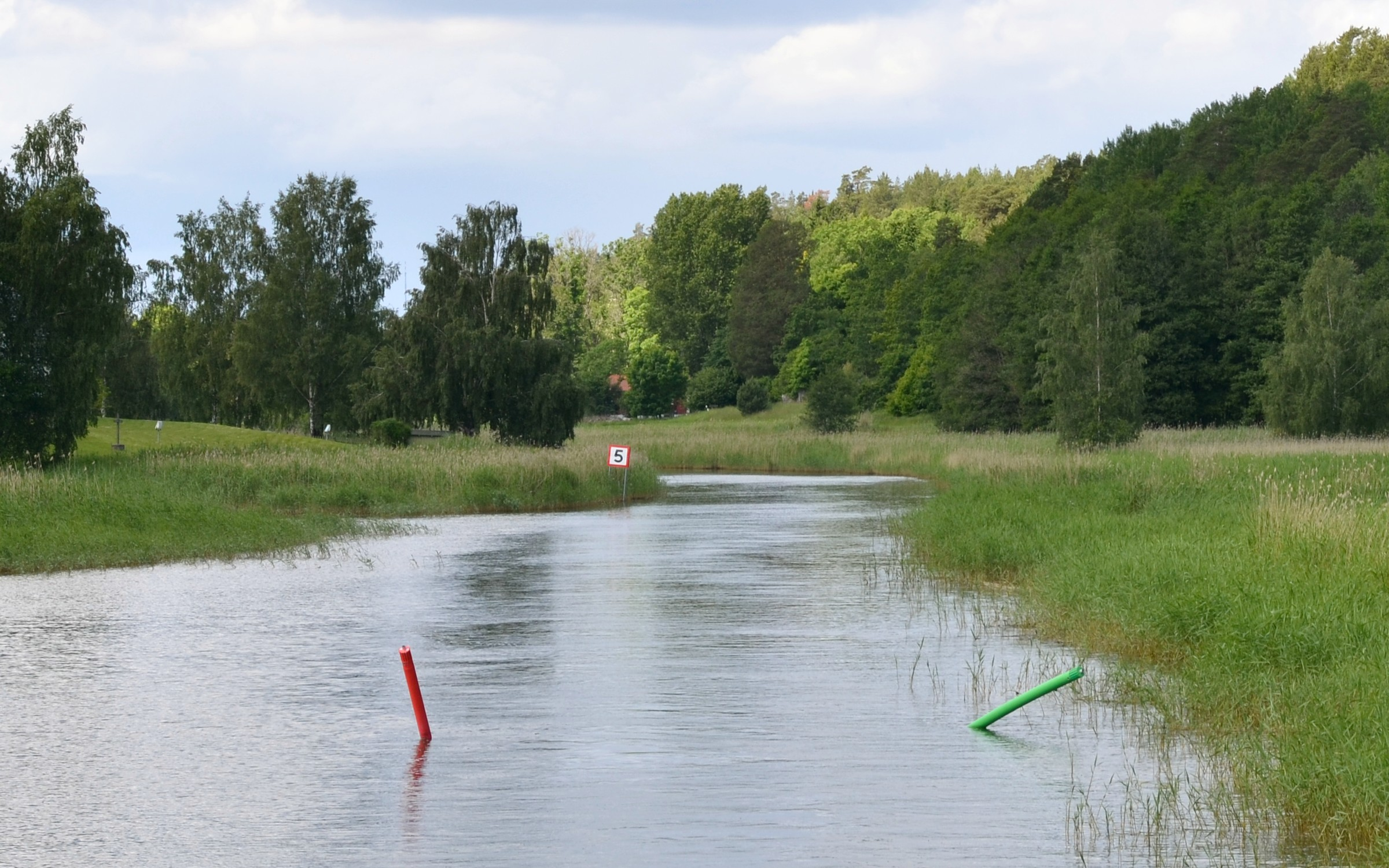
Sjömärkena markerar Kolströmmens inlopp från öster.
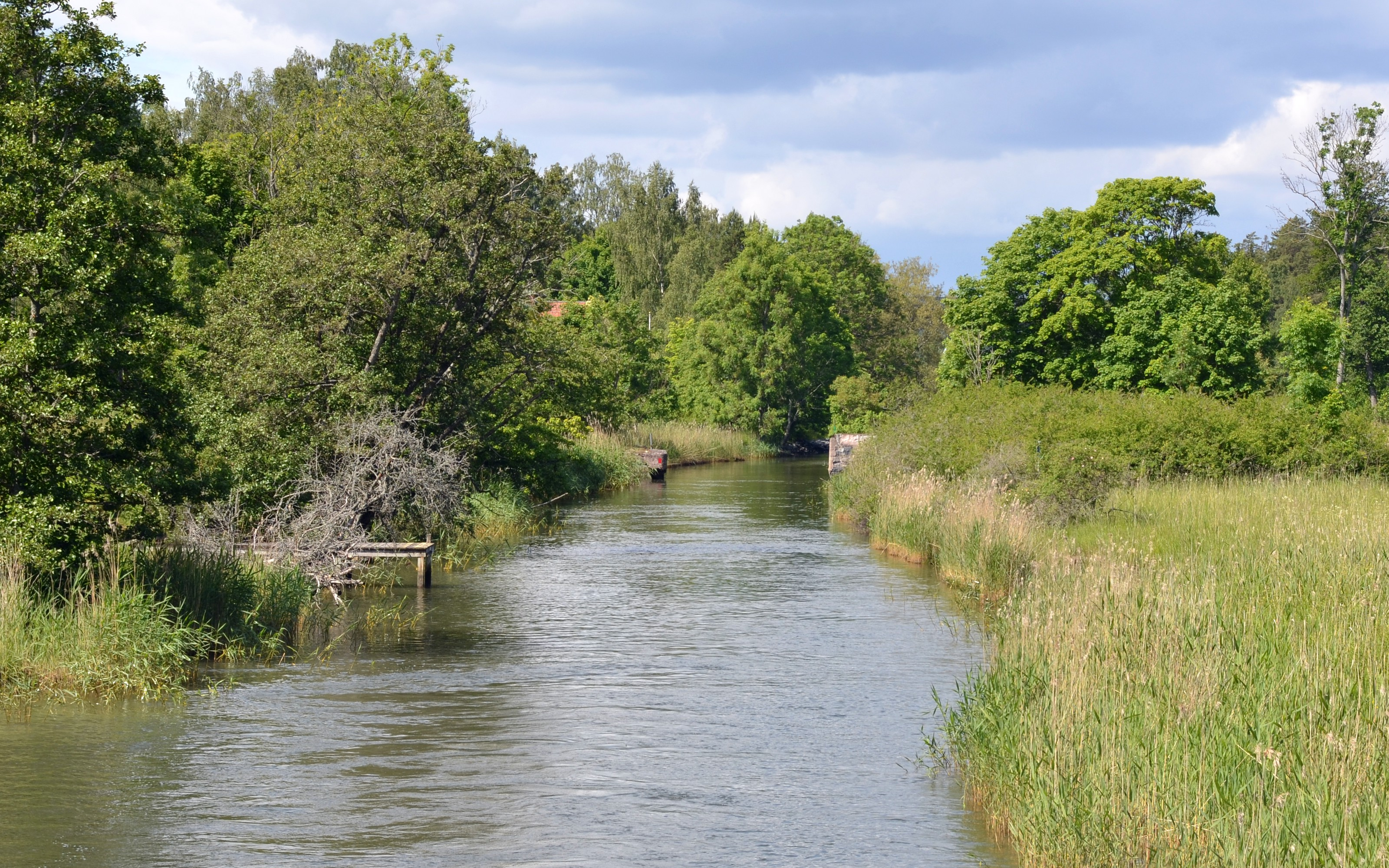
Det smalaste stället är inte bredare än 5 meter.
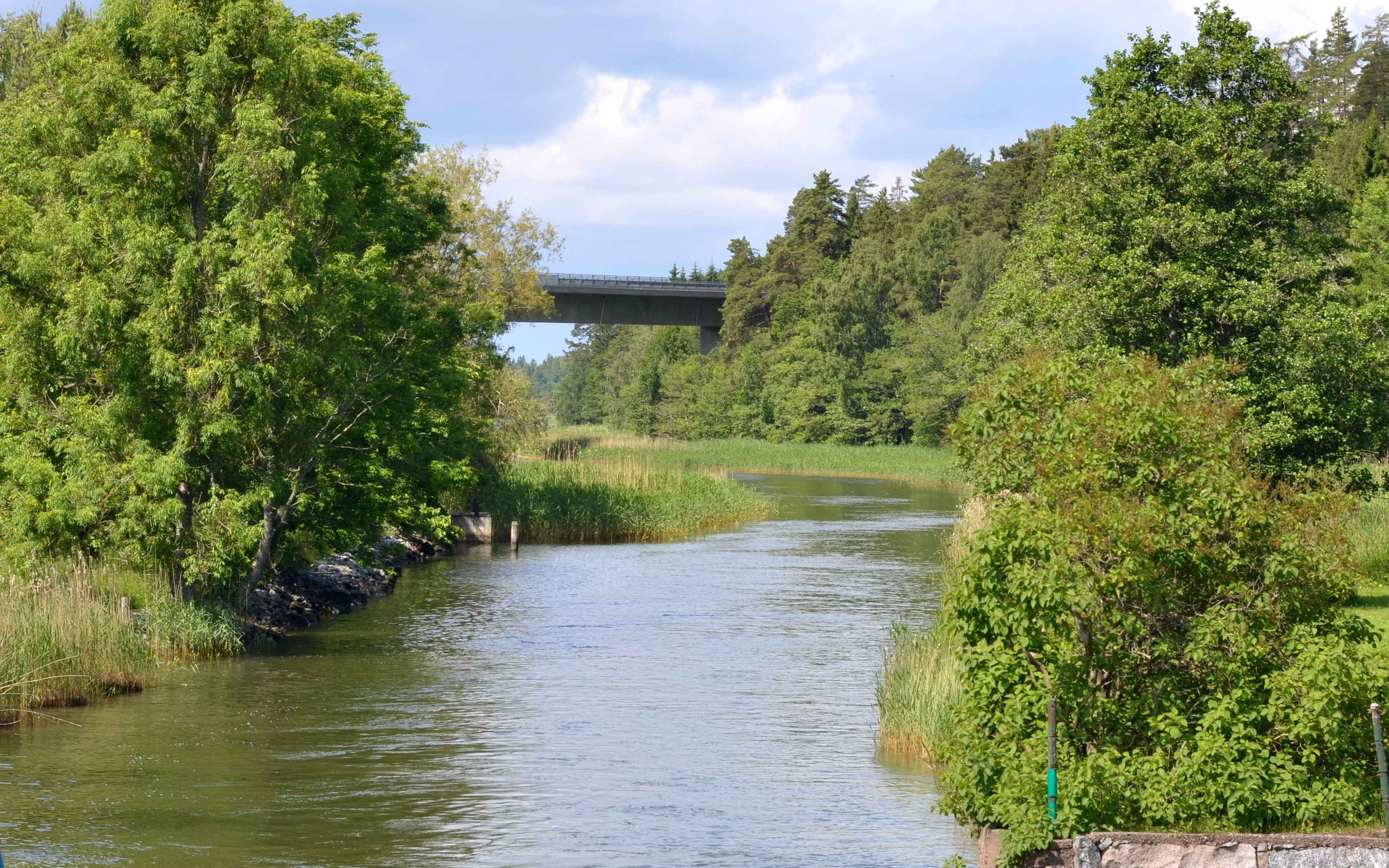
I bakgrunden skymtar Ingaröbron.